# Épreville-en-Roumois
Épreville-en-Roumois è un ex comune francese di 382 abitanti situato nel dipartimento dell'Eure nella regione della Normandia. Dal 1º gennaio 2016 è stato accorpato ai comuni di Bosc-Bénard-Crescy e Flancourt-Catelon per formare il nuovo comune di Flancourt-Crescy-en-Roumois.

## Società

### Evoluzione demografica
Abitanti censiti